# Ozean-Wettfahrt Bermuda-Cuxhaven 1936
Die Ozean-Wettfahrt Bermuda-Cuxhaven war eine Transatlantikregatta für Segelyachten, die im Jahr der Olympischen Sommerspiele 1936 von den Bermuda-Inseln nach Deutschland führte.

## Rennen
Die Regatta startete am 5. Juli 1936 um 12 Uhr Ortszeit (= Atlantikzeit: UTC-4 h) vor St. Davids Head auf Bermuda, also als „Vorprogramm“ für die am 1. August eröffneten Sommerspiele in Berlin und Kiel. Deutschland war nach dem verlorenen Ersten Weltkrieg erst 1928 in die International Yacht Racing Union zurückgekehrt und damit in die internationale Sportgemeinschaft wieder aufgenommen worden. Mit der Transatlantikregatta, die in die Tradition seit 1866 stattfindender Regattaveranstaltungen eingeordnet wurde, verbanden sich Hoffnungen auf entsprechende Außenwahrnehmungen. Für das Deutsche Reich wird diese Hochseesportveranstaltung als das bedeutendste Ereignis dieser Art zwischen den Weltkriegen angesehen. Eine größere internationale Beteiligung, sieht man von einer teilnehmenden Yacht aus den Niederlanden ab, stellte sich jedoch nicht ein. Die Internationalität der Transatlantikregatta des Jahres 1935 von Newport (Rhode Island) nach Bergen (Norwegen) wurde nicht erreicht, dafür war der Verlauf des Rennens 1936 weniger tragisch als 1935. Das Aufsehen erregende Rennen 1935 und die erste Teilnahme einer deutschen Yacht unter Skipper Ludwig Schlimbach führte jedoch zu dem starken deutschen Feld im Jahr 1936, das durch die neue Begeisterung für Hochseerennen dieser Art geweckt worden war. Im Einzelnen nahmen 1936 folgende Yachten teil:

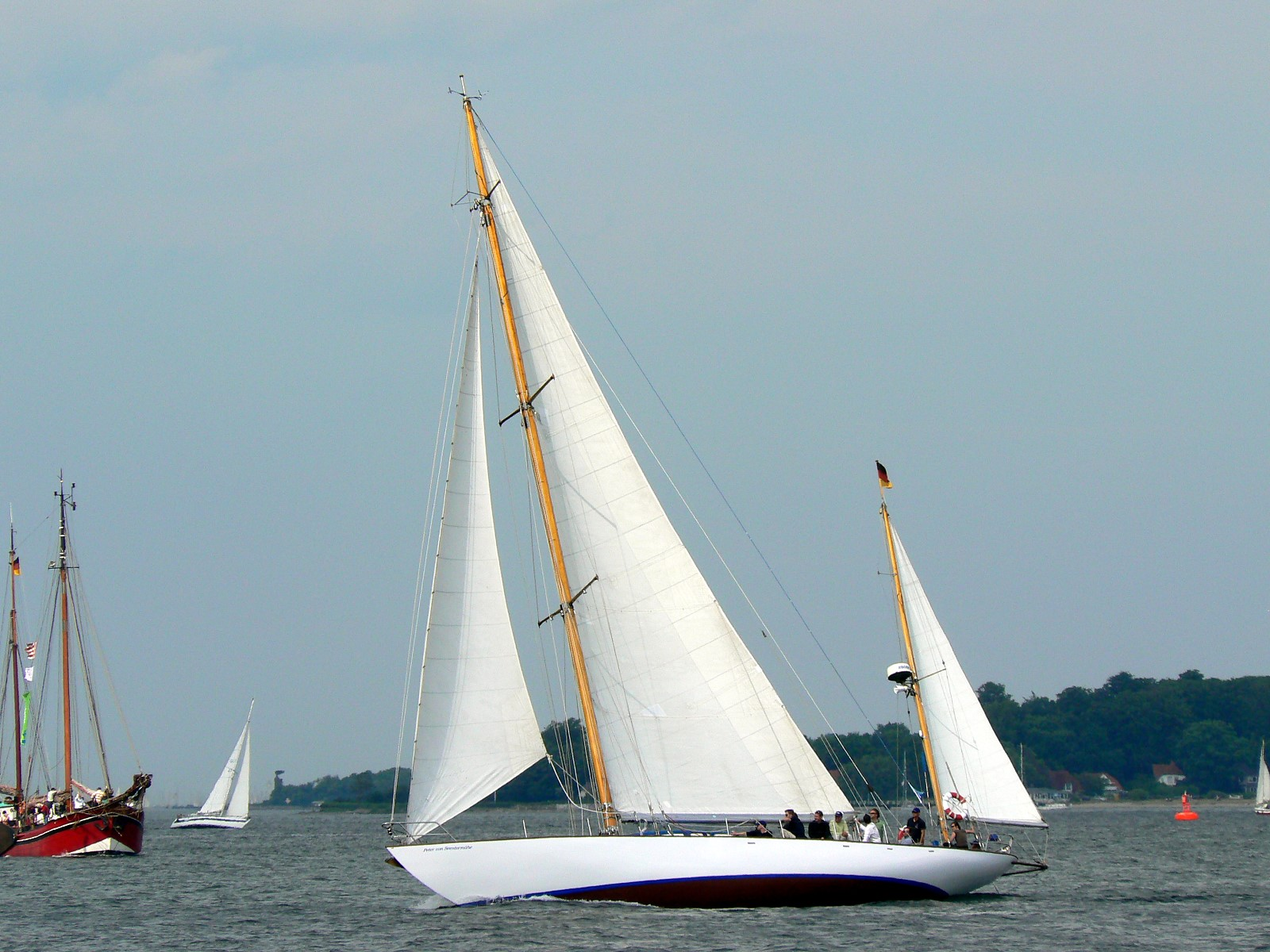
Der alte Peter von Danzig (1936), heute: Peter von Seestermühe

- die später siegreiche Yawl Roland von Bremen I der Segelkameradschaft „Das Wappen von Bremen“ unter ihrem Skipper Franz Perlia (Konstrukteur: Henry Gruber)
- die Yawl Brema
- die drittplatzierte Yawl Aschanti II des Werftbesitzers Ernst Burmester in Bremen mit den bekannten Seglern Age Nissen, Christian Nissen und Wolfgang Frank als Crew-Mitgliedern
- die Yawl Hamburg IV des Hamburgischen Vereins Seefahrt unter Skipper Ludwig Schlimbach
- die Yawl Peter von Danzig des Akademischen Segler-Vereins (ASV) zu Danzig, erbaut in Danzig 1936 für diese Wettfahrt (Konstrukteur: Henry Gruber)
- die niederländische Yawl Zeearend
- die Ketsch Susewind
- die Ketsch Arktur
- die Ketsch Ettsi IV erbaut 1923 auf der Rostocker Neptun-Werft nach einem Riss von Gerhard Barg, und damit das älteste Schiff im Regattafeld, unter dem Stander der Wassersportlichen Vereinigung Alter Corpsstudenten in Berlin

Die Ziellinie war beim Feuerschiff Elbe 1 vor Cuxhaven in der Elbmündung. Sieger wurde die Roland von Bremen, die nach 21 Tagen und 3 Stunden und 3400 Seemeilen den ersten Platz belegte. Letztes Schiff wurde die Ettsi IV, die als einziges Schiff im Feld den Kurs nördlich um Schottland durch den Pentland Firth gewählt hatte und auf diesem Kurs in die Flaute geraten war. Alle anderen Yachten hatten Irland südlich gerundet und waren durch den Ärmelkanal gegangen. Der nördliche Weg über den Atlantik hatte bei der Transatlantikregatta 1931 der Dorade hingegen mit zum Sieg verholfen. Die Ettsi IV benötigte für ihren Alleingang 28 Tage und 17 Stunden.